# Jbel Tazekka
Der Jbel Tazekka, manchmal auch Jbel Tazzeka, bei der Stadt Taza in Marokko ist mit seinen 1980 m der höchste Berg an der Nordostspitze des Mittleren Atlas. Bei klarer Sicht bietet sich vom Gipfel der dicht bewaldeten Bergregion aus ein eindrucksvolles Panorama der südlich gelegenen Berge des Mittleren Atlas.

## Lage
Die Entfernung von Fès beträgt etwa 120 km (Fahrtstrecke) in östlicher Richtung; von der nordöstlich gelegenen Stadt Taza aus sind es nur etwa 36 km.

## Nationalpark
Bereits im Jahr 1950 richteten die damaligen französischen Kolonialherren den anfänglich ca. 680 ha großen Tazekka-Nationalpark ein, um die Flora und Fauna der Region zu schützen. Im Lauf der Zeit wurde die Fläche des Parks – trotz einiger hier befindlicher Dörfer – auf 13.737 ha vergrößert. Durch die flächenmäßige Vergrößerung ist auch die Tropfsteinhöhle Gouffre du Friouato, die einzige Nordafrikas, Bestandteil des Nationalparks geworden.
Flora
Charakteristischer, aber selten gewordener Baum der Region ist die Atlas-Zeder. Daneben wachsen verschiedene Eichen- und Kiefernarten; auch Wacholder- und Eibenbüsche kommen vor.
Fauna
Bereits zur Gründungszeit des Parks waren die wahrscheinlich noch zu Beginn des 20. Jahrhunderts vereinzelt hier lebenden Leoparden, Hyänen und Karakale ausgestorben. Heute finden sich Wildschweine, Atlashörnchen, diverse Vogel- und Raubvogelarten und seit 1994 auch wieder ein Dutzend – aus Tunesien importierte – Berberhirsche, die hier vor etwa 300 Jahren ausgerottet wurden.

## Tourismus
Der Nationalpark wird wegen seiner stellenweise dichten Bewaldung und des daraus resultierenden kühleren Klimas oft von marokkanischen Familien besucht. In seinem Gebiet gibt es mehrere Wanderwege, die manchmal auch von europäischen Mountainbikern genutzt werden.